# جيل 27
جيل 27 (بالإسبانية: Generación 27) هو الاسم الذي يعرف به شعراء الأدب الإسباني في القرن العشرين، والذي ظهر على ساحة المشهد الثقافي قرابة عام 1927 كنوع من الإشادة والتكريم للويس دي جونجورا في المجمع الأدبي في إشبيلية أتينيو إشبيلية في الذكرى المئوية الثالثة لوفاته. وقد شارك في هذا التكريم معظم الشعراء الذين يعتبروا أعضاء هذا الجيل.

## نبذة عن مفهوم الجيل
| أدب إسباني |
| --- |
| |
| أدب ألفونسو العاشر أدب العصور الوسطى الترجمات في العصر الذهبي الإسباني أدب عصر النهضة رواية فروسية رواية شطارية رواية بيزنطية ميغيل دي ثيربانتس أدب الباروك أدب عصر التنوير أدب الرومانسية أدب الواقعية أدب الحداثة الأولترايسمو جيل 98 جيل 1914 جيل 27 جيل الخمسينات رواية اجتماعية إسبانية ما بعد الحرب |
| انظر أيضًا |
| نقد أدبي • الانطباعية • رومانسية المدرسة الإبداعية • النقد أدب بورتوريكو • البوم الأمريكي اللاتيني البرناسي • واقعية أدبية • طبعانية الرومانسية الجديدة • العبثية في الأدب • باروكية • واقعية سحرية حداثة • كلاسيكية • سريالية • رمزية                                                                    |

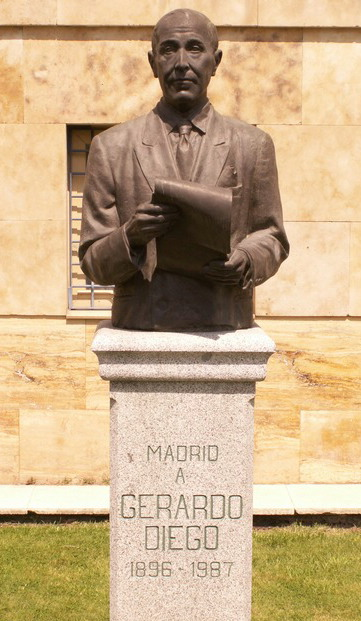
نصب لخيراردو دييجو في شارع بيو باروخا في مدريد

ما زال الجدل دائراً فيما إذا كان ينبغي اعتبار هذه المجموعة من الكتًاب جيل. إذ أن أعضاء هذا الجيل لا يلبون مفهوم الجيل وفقاً لمعايير خوليوس بيترسين التي تتمثل بما يلي:
- تقارب أفرادها عمرياً.
- ينتمون إلى التشكيل الفكري نفسه.
- تربطهم علاقات شخصية.
- المشاركة في نشاطات جماعية خاصة بالمجموعة.
- وجود «أحداث جيليه» توحد إرادتهم.
- وجود مرشد.
- سمات مشتركة في الأسلوب (لغة جيليه).
- ركود في الجيل السابق.

لذا فمن الصعب حقاً أن نرى نموذجاً واضحاً في المجموعة غير المتجانسة من الكتاب المتمثلة في ما يسمى جيل 27. وبالرغم من أن ولادة الأعضاء يجب أن تقع ضمن شريحة زمنية لا تتجاوز 15 عاماً، إلا أنه لا يمكن اعتبار جميع الكتاب الذين ولدوا في تلك الفترة أعضاء من المجموعة ذاتها. صحيح أن عدداً منهم يتقاسم التشكيل الفكري نفسه، لكن هذا لا ينطبق على جميع الأعضاء، ولا يمكن ملاحظة وجود مرشد أو (لغة جيليه) في أية مرحلة من مراحلهم. ومع ذلك يوجد علاقات شخصية بينهم، على الأقل بين أؤلئك الذين يقيمون في المنطقة ذاتها، الأمر الذي يجعل لديهم شعور بالوحدة المجتمعية من خلال الخبرات المشتركة والخاصة. وهو السبب الذي يجعل بعض الخبراء يعتقدون أنهم أكثر من «مجموعه جيليه» بل «كوكبة» أو «ترويج» لمؤلفين. ومع ذلك تم الاعتراف به كجيل 27، على الرغم من وجود مقترحات أخرى مثل: جيل غيين- لوركا، جيل 1925 (وفقا لمعدل تاريخ نشر الكتاب الأول لكل كاتب)، جيل الطليعية، جيل الصداقة، جيل الدكتاتورية، جيل الجمهورية، الخ..

## خـلـفـيـة جـــيــل 27
المجموعة الأدبية التي عقبت جيل 98 وعصر الحداثة ذات التوجه المؤيد لأوروبا والتي تعتبر الفن منفصلاً عن المجتمع والسياسة، كانت تسمى جيل 14 أو التسعمائة المجددة. هذه الجماعات عرفت تزامناً مع الحركات الفنية التي تدعى الطليعية، والتي تطورت في أوروبا في أوائل القرن العشرين، وغيرت كثيراً في التقنيات التعبيرية الرومانسية والواقعية الأدبية. وقد انجذب الطليعيون للتقدم التكنولوجي وإمكانياته، مما أسفر عن تيار المستقبلية، واستكشف آخرون الواقعية ليصل إلى تفكيكه مثل التكعيبيون، واستبدل آخرون الواقعية بالعالم الحالم مثل السّرياليون. هذا من قبيل المصادفة الزمنية وخصائص الحركة الطليعية التي جعلت أعضاء من مجموعة التسعمائة المجددة يرون فيهم التزاماً لإنتاج فن لعوب وحر متأثرين بالقوة الفكرية والتعبيرية لمن يجذبهم من الفنانين.
ويعتبر التعبير عن الذات من خلال استخدام الاستعارة ودقة المفاهيم من الملامح الأساسية للحركة الأدبية هذه، مما أدى إلى تسليط الضوء على التشكيل الفكري المتين لأعضائها ونظراً لهذه الملامح الأساسية فإنه ليس من الغريب أن أكثر الأجناس الأدبية تمثيلاً لهؤلاء الأدباء هما الشعر الغنائي والمقالة، والتي تنشر بشكل أساسي في الصحف والمجلات. (ومثالاً على ذلك مجلة إشبيلية اليونان– التي أسسها إسحق فاندو– فيلار وإدريانو ديل فالي، بين 1918- 1920، وتلقت مساهمات في 1919 من قبل شعراء التطرفية. ومن الأدباء الذين اهتموا بالرواية أدباء التسعمائة المجددة، بملامح شعرهم الذاتي والمجدد الذي بدأه جيل 98، كما تلاعبوا بالمواقف للتعبير عن آرائهم حول مواضيع مختلفة.

## التـاريـخ
في هذه الحالة من التجديد المستمر والتغيرات الاجتماعية والسياسية بدأ ظهور الشعراء الشباب، وكتّاب المقالات الأدبية، والروائيين، وكتاب المسرح. وكانوا ذوي خصائص صعب أن تتفق مع مجموعات موجودة في ذلك العصر. ورغم ذلك وجدت علاقات بينهم، وكانوا يسكنون المنطقة نفسها، مما جعلهم يمتلكون الإحساس بالانتماء للمجتمع ووحدة تجاربهم المشتركة. كل هؤلاء الكتاب الشباب، ومعظمهم من الشعراء، يرون، كما فعل الجيل السابق، مع نظرة استثنائية، أباحة الانفتاح على العالم واستقبال الحداثة من الخارج.
وضمن هذا النمط الأدبي فإن فئة الأدباء هذه اشتهرت من خلال المجلات الشهيرة في ذلك الوقت، مثل مجلة الغرب، أو الصحيفة الأدبية (أصدرها ارنستو خيمينيز كابييرو)، واشتهرت مجلات أخرى مثل: الساحلي (ملقه، 1926، أصدرها مانويل التولاغيريه واميليو برادوس)؛ شعر ونثر (صدرت في ملحق أدبي في صحيفة الحقيقة في مدينة مورسيا - 1923 إلى 1925- ومحفوظة عند الكاتب خوسيه باليستر نيكولاس وخوان غريرو رويث، مورسيا، 1927. وأصدرها خوان غريرو رويث وخورخي غيين)؛ نصف النهار (إشبيلية)؛ ميسيتا (من بلد الوليد)؛ صليب وشعاع (أصدرها خوسيه بيرغامين، مدريد، 1933)؛ كارمن (أسسها خيرادو دياغو في سانتاندير عام 1927، وتمتلك ملحق ظريف يدعى لورا)؛ أكتوبر (مجلة أصدرها رافيل ألبيرتي) وجواد أخضر للشعر (مدريد، 1935، أصدرها بابلو نيرودا).
وتميزت هذه المجموعات بقدرة كل عضو على تحويل التأثيرات أو الدروس لأي نموذج إلى مادة أدبية يختلف مضمونها عن باقي أفراد المجموعة. لذا لا يمكن التكلم عن وجود وحدة في الأسلوب أو عن مدرسة مشتركة فيما بينهم، مما يفسر لم يفضل الكثيرون تسميتهم بمجموعة 27 بدلاً من جيل 27 .

## عناصر المجموعة
داخل هذه المجموعة الأدبية نميز الشعراء التاليين: خورخي غيين، بيدرو ساليناس، رافائيل ألبرتي، فيديريكو غارثيا لوركا، داماسو ألونسو، خيراردو دييغو، لويس ثيروندا، بيثنتي أليكساندره، مانويل التولاغيره وإميليو برادوس. يوجد أيضا كتاب انضموا للقائمه كميغيل ايرنانديز. ومن بين الروائيين وكتاب المقالات ومؤلفي المسرح ظهر في جيل 27 ماكس أوب، فيرناندو بيالون، خوسيه مورينو بيا أو ليون فيليبه. ويجب إضافة أسماء لم يطلها العمل النقدي مثل أغلب النساء في هذه المجموعة: كونتشا كيندث- كويستا، شاعرة وكاتبة مسرح؛ ماريا تيريسا ليون، كاتبة؛ ايرنيستينا دي تشامبورين، شاعرة؛ روسا تشاثيل، شاعرة وروائية وكاتبة مقالات ومترجمة؛ خوسيفينا دي توري، شاعرة وروائية ومغنية شعر غنائي وممثلة؛ ماريا زامبرانو عالمة فلسفة وكاتبة مقالات؛ مارغاريتا جل رويسيت، نحاتة ومتنورة وشاعرة. وبرز أيضاً فنانون آخرون مثل خوان لاريو مايوريثيو باكاريسي، خوان خوسي دمينتشينا، خوسي ماريا انوخوسا، خوسي بيرغامين أو خوان جل-ألبيرت. وأيضا نستطيع أن نذكر المدعو خوسي لوبث روديو، وهو أحد عناصر جيل 27، وتتلمذ على أيدي تلاميذ الكتاب الهزليين مثل رامون غومث دي سيرنا، ومن الكتاب الهزليين نذكر انريكي غارديال بونثيلا، ادغار نيبي، ميغل ميهورا وانتونيو دي لارا، الذين كان يكتبون في مجلة كودورنث.
علينا أن نأخذ بعين الاعتبار أن كل الإنتاج الأدبي لجيل 27 لم يكتب باللغة القشتالية، فقد ظهر مؤلفون في هذا الجيل كتبوا بلغات أخرى مثل سلفادور دالي أو اوسكار دومينغيز، اللذين كتبا بالفرنسية وبعضهم كتب بالإنجليزية مثل فيليبي ألفاو، وبعض الأسماء غير الإسبانية التي اشتهرت ضمن هذه الحركة، مثل بابلو نيرودا، بيثينته ايجوبرو، وجورج لويس بورخس أو فرانثيس بيكابيا.
ويمكن إيجاد أعضاء مبدعين آخرين مبعثرين في جميع أنحاء إسبانيا، وعلى الرغم من ذلك تجمع بينهم علاقة وثيقة. يستقر أهمهم في إشبيلية (حول مجلة نصف النهار)، أو في جزر الكناري (حول صحيفة الفن)، وفي ملقه (حول مجلة الساحلي)؛ ونجد نشاطا أيضاً في كانتابريا، غاليثيا، كاتالونيا وبلد الوليد.

### بيدرو ساليناس
شاعر وكاتب مسرحي وأديب إسباني ولد بمدريد في 27 نوفمبر 1891. ينتمي إلى جيل 27 ويعد من أحد كبار مؤسسي الحركة الشعرية الإسبانية في ذلك الوقت. اشتهر بأعماله الشعرية مثل فأل عام 1923 وباكورة الثلاثية الشعرية عن الحب صوت الواجب لك التي بدأت عام 1933 وتضمنت سبب الحب عام 1936 ونواح طويل عام 1938، بالإضافة إلى العديد من المقالات مثل تأمين عشوائي عام 1929 في مجلة دي أوكسيدنتي. وتأثر كثيرا بأعمال الكاتب الفرنسي مارسيل بروست، مما جعله يقوم بنقل ومحاكاة مؤلفه الشهير بحثا عن الوقت الضائع إلى اللغة الإسبانية. وتوفي في بوسطن في 4 ديسمبر 1951.

### رافائيل ألبرتي
شاعر إسباني ينتمي لجيل 27 ولد في بويرتو دي سانتا ماريا، قادش في 16 ديسمبر 1902. وفي عام 1925 حصل على جائزة الكتاب الوطنية عن بحار في اليابسة. كان الشعر بالنسبة له تعبيراً عن المشاعر الإنسانية التي تجمع السعادة والألم، والهناء والعذاب، والسخط والإعجاب. وتوفي ألبرتي في بويرتو دي سانتا ماريا في 28 أكتوبر 1999.

### فيديريكو غارثيا لوركا
شاعر إسباني وكاتب مسرحي رساما وعازف بيانو ومؤلفاً موسيقيًا، ولد في فوينتي فاكيروس بغرناطة في 5 يونيو 1898. كان أحد أفراد ما عرف باسم جيل 27. اغُتيل من قبل الثوار الوطنيين وهو في الثامنة والثلاثين من عمره في بدايات الحرب الأهلية الإسبانية. يعده البعض أحد أهم أدباء القرن العشرين. وهو واحد من أبرز كتاب المسرح الإسباني في القرن العشرين بالإضافة إلى زميليه أنطونيو بويرو باييخو ورامون ماريا ديل بايي إنكلان، وتعد مسرحيتيه عرس الدم وبيت برناردا ألبا من أشهر أعماله المسرحية. فيما كان شاعر في نيويورك من أشهر أعماله الشعرية. وتوفي بين فيثنار وألفاكار في 19 أغسطس 1936.

### داماسو ألونسو
شاعر وعالم لغة ولد في مدريد في 22 أكتوبر 1898. وعرف عالميا بأنه ناقد أدبي إسباني وذلك بسبب دراساته الأسلوبية. وكان عضوا في الأكاديمية الملكية للتاريخ وحائزا على جائزة ميغيل دي ثيربانتس عام 1978. وتوفي في 25 يناير عام 1990.

### إميليو برادوس
شاعر إسباني ينتمي إلى جيل 27، ولد في مالقة، إسبانيا في 14 مارس عام 1899.أسس برادوس بالتعاون مع مانويل ألتولاغيري المجلة الساحلية. نُفي برادوس إلى المكسيك منذ عام 1939 حتى 1962، وتتناول مؤلفته في هذه الفترة الأشعار الأكثر كثافة وفلسفية وانتقل إلى مفهوم الحياة الجديدة والتضامن، والحب، وقد عبرت عن شعوره العميق بعدم الانتماء والوحدة. ومن أشهر أعماله يأتي وقت عام 1925 وأغنيات الحارس عام 1926. وتوفي في 24 أبريل عام 1962 بالمكسيك.

### خيراردو دييجو
شاعر بارز وكاتب إسباني ينتمي لجيل 27، ولد في سانتاندير، كانتابريا، في 3 أكتوبر 1896. وفي سانتاندير، أدار اثنتين من أهم المجلات من ال27 لولا وكارمن. كان دييجو واحدا من المناصرين الأساسيين لشعر الطليعية الإسباني، وتحديدا للأولترايسمو والخلقية. في عام 1925 نال الجائزة الوطنية للآداب. قام بتطوير نسختين من المختارات الشعرية الشهيرة التي صدرت لمؤلفين من جيل 27. تناولت أعماله مواضيعا مثل الدفاع عن المتمردين والمتطوعين الثوررين للفرقة الزرقاء. وفي عام 1979، نال جائزة ثيربانتس. وتوفي في مدريد في 8 يوليو 1987.

### بيثنتي أليكساندري
شاعر إسباني من جيل السبعة والعشرين ولد في إشبيلية، 26 أبريل 1898. تم اختياره كشخص أكاديمي في دورة اليوم الثلاثون من شهر يونيو 1949 ، كما التحق بالأكاديمية الملكية الإسبانية في الثاني والعشرين من يناير 1950. حاز على الجائزة الدولية للأدب عام 1933 لكتابه الدمار أو الحب، وجائزة في النقد عام 1963 في مجال العظمة. وفي عام 1969 قصائد من الكمال، وجائزة نوبل في الأدب 1977. وتوفي في مدريد، 14 ديسمبر 1984.

## جيل 27 في الفنون الأخرى
ركزت أسماء أخرى من جيل 27 على أنشطة فنية وأدبية مختلفة تماماً، كما كان الحال مع كاتب السيناريو لويس بونويل، ورسام الكاريكاتور والرسوم المتحركة كا-هيتو، والرسامين السرياليين مثل سلفادور دالي وريميديوس فارو؛ والرسامة والنحاتة ماروخا مالو؛ والرسامة الغرافيكية أنخيليس سانتوز توريلا؛ والرسامين بنجامين بالينثياو، جريجوريو بريتو، مانويل اورتيز، رامون غايا، غابرييل غارثيا ماروتو؛ والملحنين رودولفو هالفتر وخيسوس بال إي غاي، وسمي هؤلاء بمجموعة الثمانية، والإخوان هالفتر وتلامذتهم في مجال الموسيقى: إيرنستو ورودولفو، خوان خوسيه، جوليان بوتيستا، فيرناندو ريماشا، روزا غارثيا، سالفادور وغوستافو بيتالوغا، وغوستافو دوران.
في كاتالونيا، عرفت بالمجموعة الكاتلانية، الذين قدموا عرضهم عام 1931 تحت اسم فريق الفنانين الكتالونيين المستقلين، المكون من روبيرتو جيرهارد، بالتاسار سامبر، مانويل بلانكافورت، ريكاردو دي غريجون، إدواردو وفيديريكو موبو.
وفى مجالات أخرى، يجدر ذكر ما يدرج تحت هذا الجيل من المهندسين المعماريين. ومع أن بعض المؤلفين اقترحوا أيضا تسميتهم مع جيل 27، ولكن حجم الفروق يبدو واضحأً بينهما. وفي إحدى الدراسات الأكثر شمولا حول هؤلاء المعماريين وعنوانها (كارلوس أرنيتشز، مارتين دومينغيز، والمهندسين المعماريين جيل من 25. مدريد) تشير إلى أن أسماءهم كانت: فيرناندو غارثيا، خوان ثابالا، مانويل اركاز، لويس لاكاسا، رافاييل مولتو ومارتين دومينغيز. وفقا لهذه الدراسة تيودورو اناسجاستي هو أحد معلمي هذا الجيل، وهو مفتاح رئيسي في فهم جوهر الفريق، على خلاف لويس غوتيريز سوتو، الأصغر سنا بينهم. ومن الأسماء الهامشية: خوسيه اسبيروز، خوسيه بوربيو، مانويل مونيوث، فيرناندو سالفادور، بيثنتي، بيرناردو دي لوس ريوس أو رامون دوران.

## تيارات جيل 27
في الواقع، كان جيل 27 قليل التجانس، عرفوا كجماعات ثنائية أو ثلاثية. وعلى سبيل المثال، من شعراء النيوبوبولاريسمو (وهي أحد الحركات الشعرية التي أثرت في جيل 27) نذكر: رافائيل ألبرتي وفرناندو غارثيا لوركا، كانوا ضمن مرتبة جيدة لا سيما أنهم حاولوا الاقتراب من نهج شعر جيل فيسينتي وبالاردس أصحاب القصائدة الغنائية، أو كانوا يبحثون عن مصادر شعبية في الفلكلور التقليدي. وبعد مرحلة الحركة الإبداعية، اقترب من التوجه السابق أيضاً جيراردو دييجو بتعديله لأشعار فيليكس لوبي دي فيغا.
وتشارك أستاذان في علم اللغة الإسبانية الاهتمامات نفسها، وكانوا أصدقاء يجمعهم مسار مشابه. أما خورخي غين فكان شعره إيجابي ومتفائل، تم جمع أعماله تحت عنوان «هوائنا» وصنفه بول فاليري شعراً نقياً، ويتضمن خمسة كتب (نشيد، الصخب، تكريم وقصائد أخرى والنهاية). ومن الأسماء الأخرى نذكر بيدرو ساليناس الشاعر الحب العظيم.
ويعتبر أشهر أسماء المجموعة السريالية، الحائز على جائزة نوبل بيثنتي أليكساندر. قال عنه ثيرنودا «هو الشاعر الذي يشبه شعره شيء»، وأصبح إلى جانب ثيرنودا نفسه الشاعران الأكثر تأثيراً في الجيل في النصف الأخير من القرن العشرين. يوجد شعراء آخرون من جيل 27 تأثروا بالسريالية ومراحل تطورها مثل: رافايل البيرتي الذي نظم الجزء الاخير من «حول الملائكة»، و«مواعظ أرجوانية»، وفيديريكو غارسيا لوركا الذي نظم «بكائية من أجل إغناثيو سانشيث ميخياس»، «شاعر في نيويورك»، و«سوناتات الحب المظلم». ومن مراحل السريالية نذكر خوسيه ماريا خينوخوسا في «وردة كاليفورنيا» واميليو بارادوس. هؤلاء الأخيرين، بالإضافة إلى بيثنتي اليكساندر، الذي قضى طفولته في مدينة ملقة، وغارسيا لوركا، الذي قضى فترات طويلة في ساحل ملقة، وخوسيه مورينو فيلا ومانويل ألتولاغيري، اللذين يشكلان مجموعة ملقة، نشروا أعمالهم في سلسلة من المجلات التي نشرتها المجموعة، وتعتبر «الساحلي» أهم هذه المجلات بالإضافة إلى مجموعة من الكتب الشعرية.
ويشكل داماسو ألونسو وخيراردو دييغو نواة الشعراء الذين بقوا في إسبانيا بعد الحرب الأهلية الإسبانية، ويمكن القول إنهم يتبعون نظام فرانكو. قدم خيراردو دييغو شعراً يمواضيع متنوعة جمع بين الشعر التقليدي والطليعي، فكتب حول الموسيقى ومصارعة الثيران والمخاوف الدينية والمناظر الطبيعية والوجودية. أما الآخرون الذين بقوا فتحولوا إلى معلمين ومرشدين للجيل الجديد من الشعراء مثل بيثنتي اليكساندر أو اختاروا المنفى الداخلي مثل خوان خيل البرت. وكان الشذوذ الجنسي من المواضيع العرضية، التي تبنتها أعمال لويس ثيرنودا، فيديريكو غارسيا لوركا، اليكساندر، إميليو برادوس أو خوان جيل-ألبرت، وظهرت في أعمال الرسام غريغوريو برييتو.

## علم الجمال والتطور
عند كتّاب الجيل 27 يوجد ميل كبير نحو التوازن وتوليف الأضداد، حتى داخل نفس أعمال الكاتب: «بين الفكري والعاطفي، تميل العاطفة إلى أن تكون مقيدة بالفكر. يفضلون الذكاء والشعور والإحساسية العقلانية، النزعة الإحساسية والشعورية (بيرغامين)». ويمكن ملاحظة ذلك عند ساليناس.
داخل مفهوم رومانسي للفن (الحده والإلهام) ومفهوم كلاسيكي (جهد صارم، وانضباط، وكمال)، قال لوركا أنه إذا وجد شاعر «بفضل الله، أو الشيطان» ليس أقل من وجوده «بفضل التقنية والجهد».
داخل نقائية الجمال وأصالة الإنسان مع الشعر النقي نجد (الفن للفن؛ الرغبة بالجمالية فقط)، ونجد الشعر الأصيل الإنساني الذي يهتم بمشاكل الإنسان (عادة بعد الحرب، مثل: غيّن واليكساندر...).
داخل فن الأقليات والأغلبيات، يتناوب المخفي والواضح، المهذّب والشعبي (لوركا، البيرتا، ودييغو). وينتقل من (الأنا) إلى (النحن)، «فالشاعر يغني للجميع» كما يقول اليكساندر.
بين العالمي والإسباني، وتأثيرات الشعر الأوروبية في ذلك الوقت نجد (السريالية). وانجذبوا نحو الشعر الإسباني الشعبي والأغاني وتفعيلة الرومانس.
بين التقليد والتجديد، شعروا باقترابهم من الطليعين (لوركا، البيرتا، اليكساندر، ثيرنودا أصحاب الكتب السريالية، وج. دييغو من أتباع الحركة الإبداعية) وهم قريبون من الجيل السابق (خوان رامون، ميغيل دي أونامونو، لويس ماتشادو، وروبين دارييو...)، ومعجبون من القرن التاسع عشر من أمثال جوستابو أدولفو بيكر (البيرتي: «تكريم بيكير»، ثيرنودا: «حيث يعيش المنسي»...)؛ ويشعرون بحماس حقيقي تجاه الكلاسيكيين مثل انريكي، غارثيلاسو، سان خوان، فراي لويس، كيفيدو، لوبي دي فيغا وجونجورا.

## المؤسسات
معظم هؤلاء المؤلفين، خاصة الغنائيين، بقوا على اتصال مع التقاليد الأدبية من خلال مركز الدراسات التاريخية الذي يديره الأب الروحي لفقه اللغة الإسبانية رامون ميننديث بيدال، وبقوا على اتصال مع الطليعية من خلال السفر، وشاركوا بندوات ومؤتمرات نظمها رامون غوميز دي لاسيرنا فبقوا على اتصال مع التسعمائة المجددة من خلال سكن الطلاب، وهي مؤسسة مستوحاة من الكراوسيسمو (مذهب يدعو إلى التسامح الأكاديمي وحرية الأستاذ أمام الوثوقية (اليقينية)) المنبثقة عن مؤسسة حرية التعليم التي يديرها البرتو خيمينيز فراود.

## معرض الصور

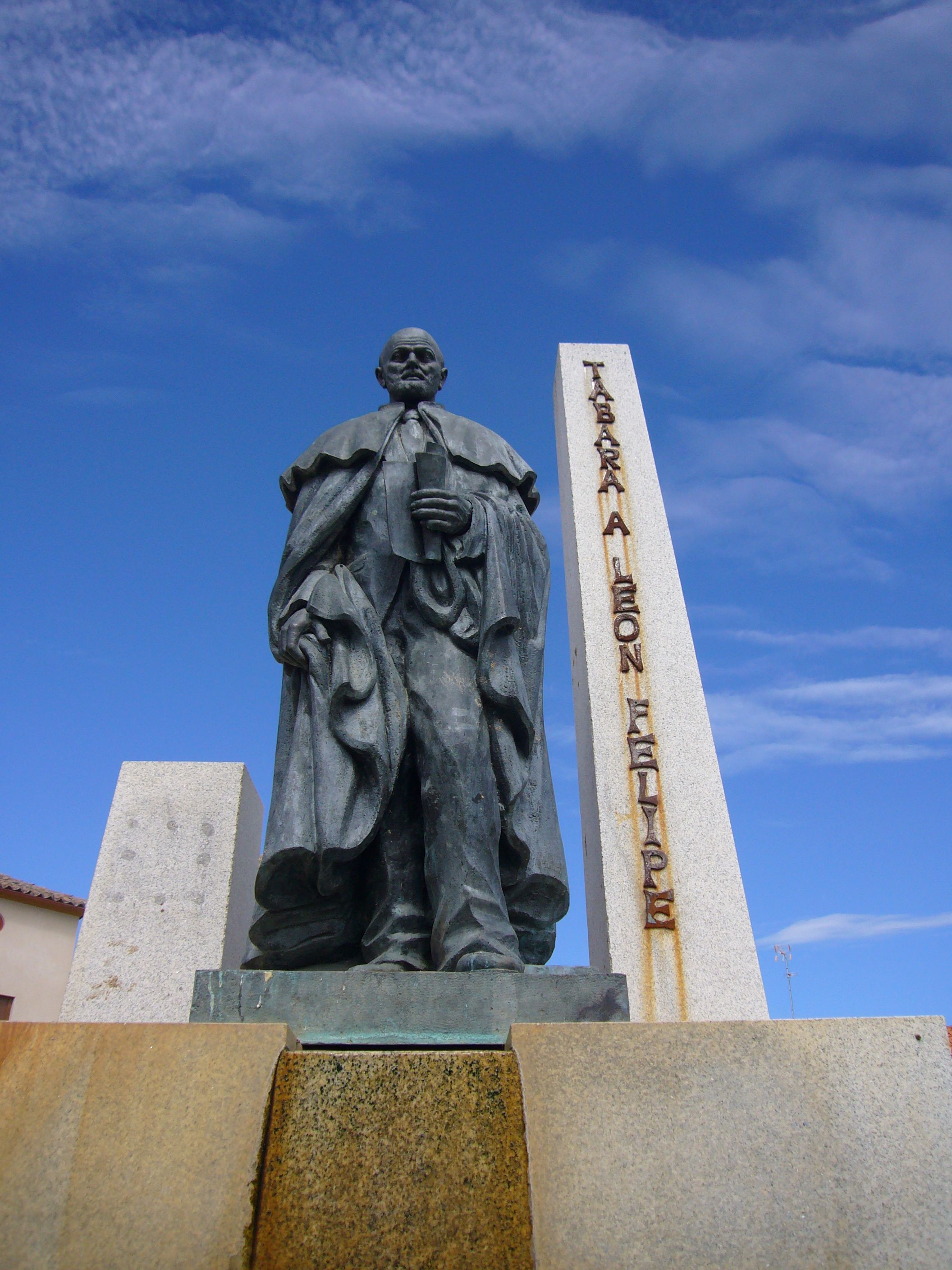
ليون فيليبى

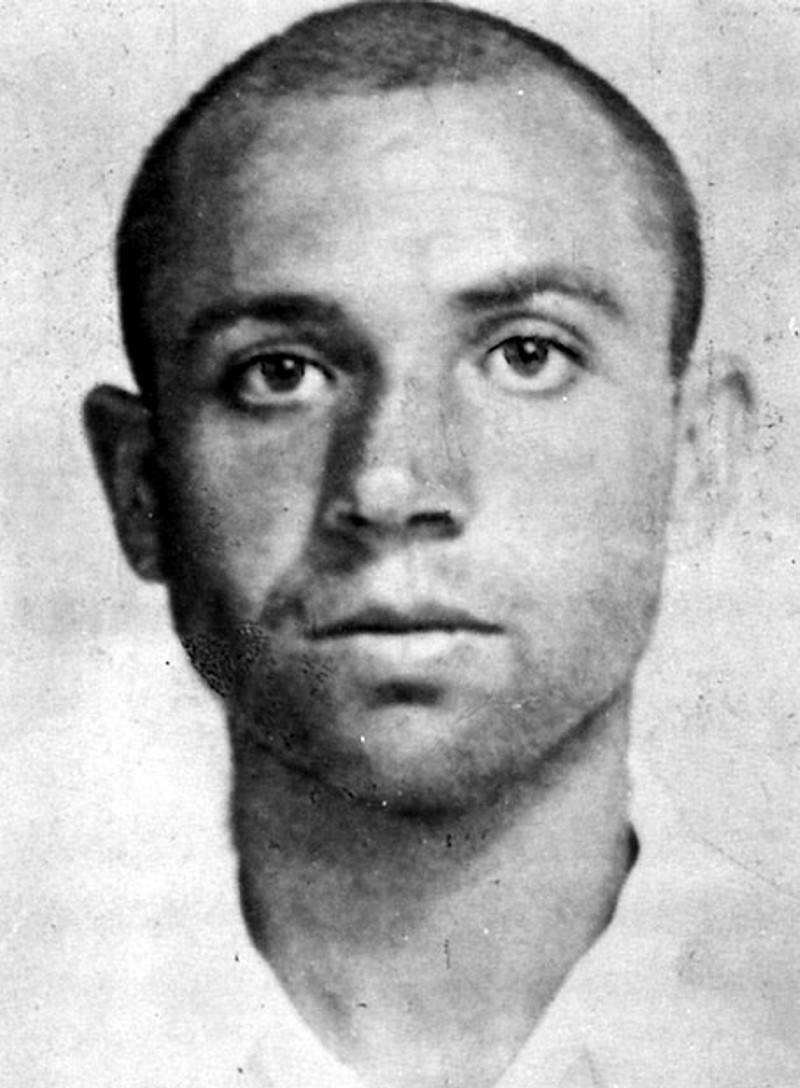
ميجيل هيرنانديث.
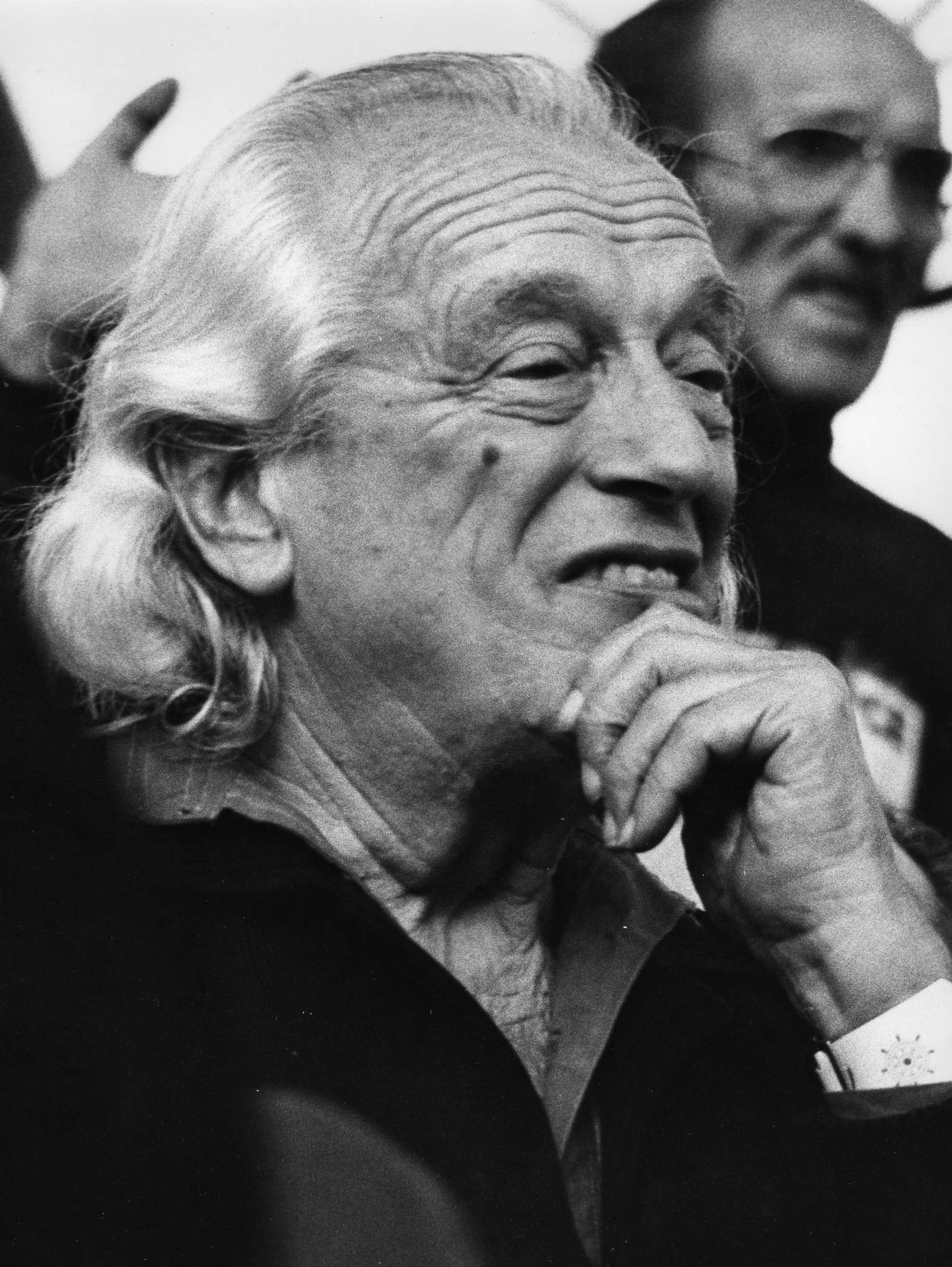
رافائيل ألبرتي.
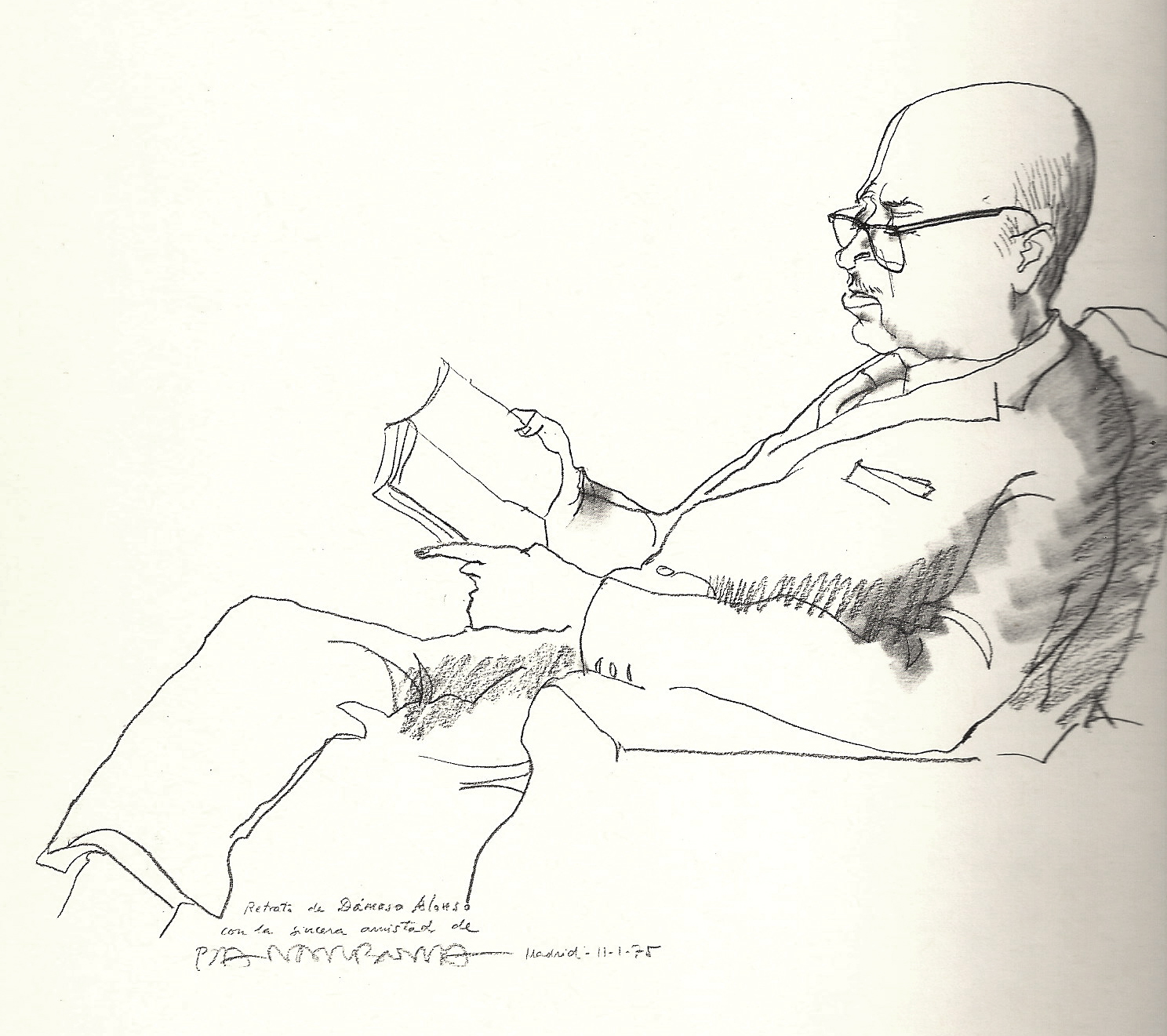
داماسو ألونسو.
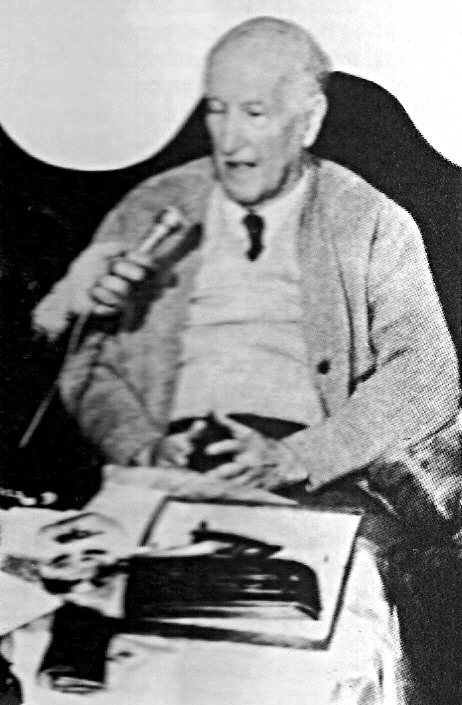
بيثنتي أليكساندري.
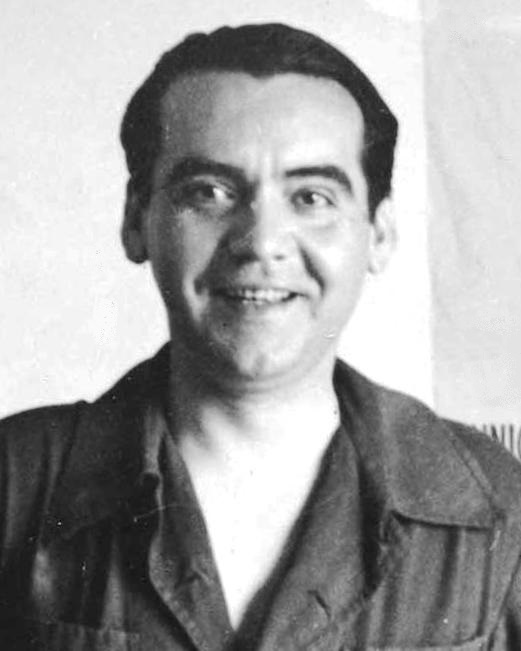
فيديريكو غارثيا لوركا.